# Viliami Latu
Viliami Uasike Latu es un político tongano que ha ocupado cargos en el gabinete y en el ámbito legislativo.

## Trayectoria
Tras completar sus estudios secundarios en Tonga High School, se desempeñó como profesor en el Mailefihi & Siuʻilikutapu College deVavaʻu en 1991. En 1995 obtuvo una bachiller en letras del Instituto Atenisi y dos años más tarde, un Diploma de Posgrado en Artes por la Universidad de Auckland y una maestría en Ciencias Políticas en 1999.
Regresó a Tonga para trabajar como funcionario público: entre 2000 y 2003 se desempeñó como subsecretario de la Oficina del Primer Ministro. En 2006 completó un philosophiæ doctor en Estudios de Asia Pacífico en la Universidad Ritsumeikan Asia Pacífico, con una beca otorgada por el gobierno japonés.
En 2006, tras regresar a su país natal, y 2007, se desempeñó como Subsecretario Principal del Oficial del Primer Ministro, mientras que en 2008, ocupó brevemente el cargo de Asistente del Director Ejecutivo y Oficial de Relaciones Públicas del Ministerio de Educación. En mayo de ese año, fue nombrado Secretario de la Asamblea Legislativa.

## Carrera política
En las elecciones generales de 2008 fue candidato a representante popular por Vava'u, obteniendo el 12,7% de los votos y quedando en tercer lugar, por lo tanto, no resultó electo como uno de los dos escaños disponibles. En las elecciones de 2010 volvió a presentarse, resultando electo con el 43,7% de los votos en el recién establecido distrito electoral de Vava'u 16. Posteriormente, el nuevo primer ministro Lord Tuʻivakanō lo designó ministro de Policía, Prisiones y Bomberos. El nombramiento fue controvertido ya que Latu había sido acusado anteriormente de agredir a su esposa. En agosto de 2011 atrajo más controversias al negarse a renovar el contrato del comisionado de policía Chris Kelley, despedirlo y designarse a sí mismo comisionado de policía interino.
El 1 de septiembre de 2011, fue designado Ministro de Turismo. En las elecciones generales de 2014 perdió su escaño en la Asamblea . Se presentó nuevamente en las elecciones parciales de Vava'u 16 de 2016, y en las elecciones de 2017, pero no tuvo éxito en ninguna ocasión.